# 一堂零
一堂 零（いちどう れい）は、漫画『3年奇面組』『ハイスクール!奇面組』『フラッシュ!奇面組』に登場する架空の人物。本編の主人公。アニメでの声優は千葉繁。

## 人物

### プロフィール
昭和39年 生まれ。身長50～172cm、体重60kg。血液型はAB型。奇面組のメンバーでありリーダー。立ち位置は中央。

### 性格・特徴
初登場は『3年奇面組』「HOW MANY へんな顔!?の巻」。奇面組リーダー。通称「まゆなしの零」。一人称は「わたし」または「僕」（「俺たち」と奇面組として称したこともある）、語尾は「～なのだ（アニメでは「～なごや」になることも）」。「個性の追求」をモットーに奇面組を結成。人と同じであろうとすることを嫌い、個性を何よりも重んじる。そのため、メンバーの中では一番個性が強く、2頭身と6頭身の使い分けが一番多い。人間以外に変身することすらある。それゆえに変態（“理解の範疇を超える奴”の意）とよく言われ、クラスメイトはおろか、メンバーからもよくバカにされていることが多いが、「世の中の歯車となるより、世の中を味付けする調味料になろう」をモットーに生きている。連載初期は腕組の雲童塊とは勝負事でたびたび激突する間柄でありライバルのような関係であった。一騎討ちの勝負には基本的に勝つことが多く、中盤以降に見られた柔道や空手での団体戦では基本的にトリを務める。
一般的な評価は「アホの総元締め」（無名のクラスメイト）、「さわがしさの総元じめ」（真実一郎）、「人間生きハジ見本、脳みその逃避行、毎日日曜日男」（古田恥一郎）といったところであり、後輩にもしばしばからかわれる（一沢賀節子など）。しかし、クラスメイトの一部及びライバルとして登場する「組」のメンバーたちは、半ばバカにしつつも一目置いている。
学力はなく、中学校を3回落第している。得意科目を「図工」と答えるほど、小学生から進歩していない様子。高校進学後は落第こそしなかったが、勉強嫌いはさらに悪化。イタズラ電話で「日本一高い山は?」と聞かれ、「高見山」と答えてイタズラ電話の犯人を悶絶させるほどで、独特かつ奇抜な発想から知識に伴う嫌がらせなどは一切通用しない強さも併せ持つ。入学時は教科書を見てじんましんが出る程度だったのが、3年生になってから補習を命じられた時は、教科書を見ると拒絶反応のあまりチンパンジーに退化して暴れ出した。リーダーだけあって奇面組中では最も常識外れで無邪気な思考の持ち主であるが、それだけにここ一番での機転を利かしたり、柔軟な発想ができる。
身体能力は高く、人間離れした柔軟さと強靱さを持ち、首を360度以上回転させることができる。中3（アニメでは高2）の修学旅行においては就寝中、豪にを飲酒させられ（零は一瞬で飲み干した）、翌日その酔いを覚ますため豪に殴られるもその反撃で豪を投げ飛ばして金閣寺を全壊したこともある。面白半分でさまざまな運動部に体験入部するが、どれもそれなりにこなして試合の勝利に貢献もあり、他の生徒たちからも能力を認められてはいる。しかし、何事にも変態的な考えで臨むため、スポーツテストの記録や体育の成績は悪い（一つには気が乗らなけらば手を抜くためでもある）。例外的に体育祭における障害物競走では、腕組メンバーおよび番組の似蛭田妖と並んで、教師陣や全校生徒からも一目置かれている。
「キャラレル・ワールド」の回におけるパラレルワールドの奇面組がクラスメイトから尊敬される天才集団になっており、その世界における天才集団のリーダーの零は眼鏡を着用し、冷静沈着で凛々しい性格になっている。
至って無邪気な性格。外見の割にデリケートで、すぐにスネる。口調は比較的丁寧で、「女の子をなぐるなんて、なんと情けないんだ」と喧嘩の仲裁に入るなど、時に紳士的な一面も見せる。顔つきは他者から「奇面」と評されつつも、常態の引きしまった口元は他者からある意味でりりしさも感じさせ、アニメでも女生徒からそれを認められる時があり、妹の霧も学友から零のことを聞かれた際「一応、かっこいいけどね…」と答えている。口癖は「～すゆと、零ちゃんぶつじょー!」。じっとしていることが苦手で、無理に抑えつけられると身体がひとりでに暴走してしまう。同級生に笑いの種を常に提供する反面、大過なく日常生活を過ごしたい、あるいは勉強したい同級生にはこの上もなく不快な存在でもある。しかし教師など目上の人物に対しては基本的に敬語で礼儀正しくあろうとする姿勢を見せているが、相手が行き過ぎたムチャで自分たちを巻き込んだ時は教師だろうと容赦なくツッコミを入れる。
「怪獣大百科」を宝にしている。得意技は「フンフンむちむちおどり」「おどろきしぱた」「やかましぶわさ」「2頭身三段よいしょ」「筋肉大移動（一度使うと体中の筋肉が不安定な動きをする）」「やっぱり今の～～～なし!」という特殊能力も持っている。アニメではスイカが好物であるが、一日に大量のスイカを食べすぎて恐怖症になってしまったこともある。
名前が名前なので、「一同、礼（いちどう、れい）」と言われると返事をしてしまう（そのため「どっちもおじぎ」で代用することもある）。逆に自分が呼ばれていることに気づかず礼をしたこともある。なお、読切では「零」という名前のみが決まっていた。
キャラクター人気投票では、1回目は男性キャラクター1位、2回目は総合で2位。

### 河川唯との関係
- 1学年下の河川唯[注 3]に一目惚れ。相思相愛であり、周囲には公然の関係なのだが、当人たちにお互いの気持ちに気付いている自覚は無い（互いに意識し過ぎて一歩を踏み出せない描写もある（特にアニメ版））。また、高校で2学年後輩の生井気奈子に一目惚れされたことがあるが、気付くことは無かった。
- アニメでは唯との関係は原作より濃厚に描かれており、彼女の好意に無意識に気づいているようなシーンもあった。唯は、零のことを「りりしい人」と周囲に言い切った最初の女性である。
- 3度目の中学3年から唯とともにずっとクラス委員を務めている（最初に零を推薦したのは豪。理由は「クラスで一番年上だから」だと後付けするが、本当は「（早く帰りたかったため）ただなんとなく」である）。
- 将来については何も考えておらず、最終回では父の手伝いをしている模様だが、唯を自転車の後ろに乗せているところで物語は唯と千絵の2人が一応中で話している場面に戻り、クライマックスを迎える。ラストカットに、2人が出会った時の伏線ともいえるトンカツを口に頬張って零（？）が逃走するシルエットが、単行本のワイド版と文庫版では校舎の壁に追加されて描かれている（「最終回の「夢オチ」騒動」も参照）。
- 「キャラレル・ワールド」での零は、クラスの問題児の唯とは犬猿の仲という設定である。
- アニメ「野性の少女 エルザが街にやってきた」では、零の机の引き出しの中に唯そっくりの人形が入っていた。

## 家族
一堂啄石（いちどう たくせき）
声 - 屋良有作
昭和10年生まれ 身長168cm 体重60kg 血液型:A型
「おもちゃの一堂」を経営する零の父親。妻の直利とは幼馴染だったような会話がある。元々はまともな人柄で、直利の父・清列に毒されてある意味零以上に変態的な性格になってしまうが、後半はそういった面は少なくなる。家では仁以上にズボラな零に対して時に冷たく見えるくらい厳しいが、逆に霧にはかなり甘い。だが、零や奇面組メンバーとかくれんぼしたり、零と一緒に風呂に入るなど、心底親子仲が悪いわけではない様子。しかし女癖は悪いらしく、邪子に興奮してお茶やコーヒーを出そうとしたり（アニメではセクハラのように強調された）、霧が家庭訪問を阻止しようとしたほど。店の経営はあまり芳しくない様子。顔は零に似ていないが、角ばった輪郭や顎のみ彼の遺伝子を受け継いでいる。
アニメでは、一応高の前身である一先（ひとまず）高の在学当時に連続遅刻のワースト記録、52日を樹立しており、霧と共に53日の遅刻新記録を突破した零を称賛した。モデルは加藤茶もしくはチャップリン。
一堂直利（いちどう なおり）
昭和13年生まれ 。旧姓は善院（ぜんいん）。
零の母親。零が8歳の時、霧を出産した後に脳腫瘍で他界している。零は母の記憶はないというが、母のことを想う場面もあり、唯に対して母性愛を無意識に求める時もある。零似の顔立ちではあるが、性格は至ってまとも。啄石の台詞によると昔は人並み以上に元気だった。第20巻の「さらば奇面組」では、直利は、横断歩道を歩行中に事故を起こし、ただの骨折だったが、精密検査では脳に悪性腫瘍が判明し、もはや手遅れで、実際の死因が明らかになった。
『3年』～『ハイスクール!』作中には遺影でしか登場しなかったが、『帰ってきたハイスクール!奇面組』の1エピソードで生前の姿が初めて描かれる。
一堂霧（いちどう きり）
声 - 荘真由美
昭和46年生まれ 星座はおひつじ座 身長:142cm 体重:35kg 血液型:A型
零の妹。初登場時の『3年』では小学生だったが『ハイスクール!』中盤より中学生となる。啄石や零とは違い至ってまともだが、時々奇想天外な行動もとることがある。学校でも優等生として見られているが、父と兄のことを恥に思い、同級生に知られないようにしていたもののぶち壊しにされた。アニメでは零を兄として慕っている場面も描かれている。顔は啄石に似ているが、輪郭や顎だけ直利に似ている（そのため清列が初登場した回では千絵に「両親のいいとこだけもらったんだ」と言われた）。
直利がいないため、家事を一手に引き受ける。唯の弟・一平とは相思相愛（零と唯も相思相愛なので、結果として兄弟同士で恋愛関係となっている）で、普段は一平と潔の妹・清と3人で行動をともにすることが多く、清とは変態の兄（零・潔）を持つ者同士として、互いの苦労を理解しあう間柄。
一堂ラッシー（いちどう ラッシー）
声 - 龍田直樹
昭和55年生まれ 身長90cm 体重10kg 血液型:犬型
一堂家の飼い犬。野良犬だったが一堂家の回りをうろついていたため飼われることになる。雑種だが誇り高く、「ラッシー」の名前も自分で気に入って選んだもの。
後に近所の野良犬たちを率いて「犬組」を結成。メンバーは、いずれも漫画や小説などで有名な犬の名前にちなんでいる（ヨーゼフ（声：田中和実）・リンチンチン（声：田中亮一）・パトラッシュ（声：小林通孝）・ハチ公（声：広中雅志））。ラッシーは偉そうにしているが周囲の犬たちからは「落ちこぼれじゃないとあんな組に入らない」とバカにされている。宇留家の飼い犬であるビューティに恋している（アニメでは原作より更に踏み込んだ話が複数ある）。当作品ではバカ犬扱いされているが、人語を解しジェスチャーでコミュニケーションが取れたり（ただし相手には正しく取られないことが多いが）、直立歩行もできる。アニメでは学生服に着替えて新入生の教室に現れたこともある。またアニメでは心情の描写という形で言葉をしゃべる。人間の言葉として相手には伝わらない。

### 親類
善院清列（ぜんいん せいれつ）
声 - 青野武
身長:143cm 体重:39kg 血液型:O型
直利の父で、零の祖父。田舎に住んでいて、たまに一堂家に来る。アニメ版は比較的まともな性格として描かれているが、原作ではプロレス好きで、零や啄石にプロレス技を仕掛けている。零が状況に応じて二頭身に変化するのに対し、描写は原作の一度だけながら初登場時、道を訪ねようとして唯と千絵の目の前で近づきながら遠近法を無視して徐々に巨大化する場面があったと思えば、直後に二人にど突かれて、「腰が抜けた」と年寄ぶる茶目っ気も見せる。かなりの辛い物好きでかき氷に醤油をかけて食べる。着用のアロハシャツは原作のみ本人の心情が文字となって浮かび上がる。またボウリングも得意。
孫の零や霧のことは祖父として愛しており、基本的に二人には甘い。啄石の過去なども知っているので彼も清列には頭が上がらない。
田舎では妻（名前は不明。声：鈴木れい子）、息子・控栄、孫・秀吾と共に暮らしている。
善院控栄（ぜんいん ひかえい）
直利の兄で、零の伯父。啄石からは「義兄さん」と呼ばれる。
善院秀吾（ぜんいん しゅうご）
声 - 広中雅志
控栄の息子で、零の従兄弟。愛称は「しゅうちゃん」。零のことは「零君」と呼ぶ。祖父、父共に顔立ちは零に非常に似ているが、相違点は丸坊主であることと顎が丸いことで、田舎訛りが強いのも特徴。自己紹介の際は赤面するなど、性格は比較的まともであるが、原作では自分の住む村の過疎ぶりを逆手に取って零たちをからかったりもする。田舎を誇りに思っているところがあり都会の人間と張り合うこともある。しかし田舎の良いところを見せようとするので皆には好意的に接する。

### 自宅
玩具屋「おもちゃの一堂」。入り口は巨大な手（左手）のオブジェ（通称「お客や空き巣なんでも捕獲フィンガー」）が看板をつかんでいる店構えとなっており、実際に動かして客や泥棒を捕まえることが出来、「フラッシュ」では家庭訪問に訪れた事代が泥棒と間違えられ、捕獲されている。啄石が零を攻撃する時にも使う。一度、啄石の火の不始末で火事になったが、寝具や衣類が焼けた程度で済んだ。庭にはラッシーの犬小屋がある。

## 番外編での零
- 「刑事編」では島津署特犯課の刑事として登場。通称「オモチャ」。いたって無邪気な刑事。可塁沢での殺人事件調査では、転んだ時にすりむいた手の傷が元で犯人と疑われてしまう。同話では啄石が上司。霧が「こども刑事」としても登場。

- 「ウルトラ編」では宇宙科学防衛警備一応秘密武装怪奇とにかく怪獣やっつけ隊（通称「やっつけ隊」）の隊員として登場。普段は「隊の恥部」といわれるほどの問題児だが、正体は宇宙人であり、変身用の乾電池によりワラトルマンに変身する。

- 読み切り作品『3年奇面組場外編 ひまわり・ちゅーりっぷ』では、珍日本プロレスの実況担当として登場。眼鏡をかけている。

## その他
- キャラクターのモデルは加藤茶、バカボンのパパ（『天才バカボン』）、あるいはウルトラマンのハヤタ隊員[2]。
- 新鱈墓栄（しんだら はかえい）のマンガ『ハイスケール!御面組』には、「一等賞（いっとう しょう）」という主人公がいる。
- 武論尊・原哲夫の『北斗の拳』に「レイ」というキャラクターがおり、一堂零がモデルとされることがあるが、原作者の武論尊は否定している。なお逆に『奇面組』側のキャラクターに、ケンシロウをモデルとした「北殿軒戻樹（ほくとのけん もどき）」が存在する。